# قارچ خجالتی
قارچ خجالتی (نام علمی: Amanita rubescens) نام یک گونه از سرده قارچ قاتل است.